# După dealuri
După dealuri (2012) este un film regizat, produs și scris de Cristian Mungiu. Filmul a fost filmat in municipiul Câmpina, judetul Prahova. Scenariul se bazează pe romanele neficționale ale scriitoarei Tatiana Niculescu, care tematizează cazul exorcizării de la mânăstirea Tanacu din județul Vaslui.
Pelicula a avut premiera în data de 19 mai 2012, la Festivalul Internațional de Film de la Cannes, unde Cristian Mungiu a câștigat premiul pentru cel mai bun scenariu. Cosmina Stratan și Cristina Flutur, care interpretează rolurile principale, au împărțit premiul pentru cea mai bună actriță în cadrul aceluiași festival. 
Filmul a reprezentat propunerea României la Oscar pentru cel mai bun film străin în 2013 și a ajuns pe lista scurtă, însă nu a fost unul dintre filmele nominalizate.

## Rezumat
Personajele principale sunt două fete crescute în orfelinat, Voichița și Alina. Ele se reîntâlnesc într-o gară, când Alina vine din străinătate ca să o ia pe Voichița, care s-a călugărit la o mânăstire sărăcăcioasă.
Pe măsură ce acțiunea înaintează, reiese că cele două fete avuseseră o relație puternică înainte ca Voichița să se călugărească și că planul lor fusese să plece împreună să muncească în străinătate; însă Voichița este reticentă să abandoneze căminul și noul ei rost  spre a relua vechea ei legătură cu Alina, nu în ultimul rând pentru că preotul („tati”) i-ar interzice să se mai întoarcă în mânăstire.
Întrucât Voichița nu reușește să scoată la timp actele necesare pentru lucrul în străinătate, Alina hotărăște să rămână la mânăstire, deși nu are nicio chemare pentru rânduirea religioasă. În ciuda faptului că preotul recunoaște acest lucru și îi recomandă un timp de gândire, el este înduplecat de Voichița să-i permită fetei să rămână în așezământul religios, întrucât nu are nicio altă soluție.
Starea mentală a Alinei începe să se înrăutățească, astfel încât este internată în urma unei crize nervoase la un spital psihiatric. Medicul curant de acolo însă recomandă stareței ca pacienta să fie îngrijită în continuare la mânăstire, întrucât condițiile de acolo ar fi mai bune și rugăciunea ar putea avea un efect benefic în recuperarea ei.
Comportamentul straniu și agresiv al Alinei se intensifică progresiv, înfricoșându-le pe celelalte călugărițe, care cred că este posedată de diavol. Episodul culminant îl reprezintă intrarea în altar (ceea ce este o încălcare gravă a unei interdicții stricte în creștinismul ortodox), când Alina caută o icoană sfântă despre care auzise că poate îndeplini dorințe. În cele din urmă, preotul hotărăște să o exorcizeze, supunând-o la suplicii fizice, în timp ce Voichița adoptă o atitudine pasivă.
După câteva zile în care este ținută legată de un crucifix improvizat de lemn, Alina se stinge din viață, filmul sfârșindu-se când preotul și călugărițele sunt duse pentru audieri la poliție.

## Distribuție
- Cosmina Stratan este Voichița
- Cristina Flutur este Alina
- Valeriu Andriuță este starețul mănăstirii
- Dana Tapalagă este Maica superioară
- Cătălina Harabagiu este Antonia
- Gina Țandură este Maica Iustina
- Vica Agache este Maica Elisabeta
- Nora Covali este Maica Pahomia
- Dionisie Vitcu este Dl. Valerică

## Stil regizoral
Filmul se subscrie curentului realist, fiind caracterizat de lipsa muzicii în coloana sonoră, de o curgere temporară liniară și de urmărirea de către camera de filmat a unui singur personaj. Andrei Gorzo însă consideră că prin „abundența nuanțelor, construirea laborioasă a unui complex de cauze și efecte care să genereze groază și consternare, fără ca vreunul dintre indivizii implicați să poată fi bănuit de rele intenții, noul lui film [După dealuri, n.n.] are o formă de soliditate ce poate fi calificată drept clasic-romanescă.”
În privința concepției plastice, criticul de film Mircea Valeriu Deacă a susținut într-un articol publicat în revista Cultura că reperul principal al filmului ar fi icoana bisericească: personajele și acțiunea se profilează pe un plan „lipsit de profunzime”, iar „[s]pațiul lumii ficționale din După dealuri nu permite adîncimea, ci se etalează doar pe o suprafață ce tinde spre abstracțiunea bidimensională a icoanei.” Cu această perspectivă a intrat în polemică Andrei Gorzo, care scotea în evidență scena spitalului și scena secției de poliție, cea din urmă având trei planuri de adâncime.
Pelicula a fost filmată și montată în ordine cronologică.

## Critică de film
Andrei Gorzo susține că filmul evită nu numai să fie senzaționalist, dar și antireligios, în schimb criticul de film consideră că pelicula se împlinește „ca tragedie socială”. În sprijinul acestei idei, el afirmă că „lanțul cauzal care culminează cu strivirea Alinei are un soi de cruntă obiectivitate materialistă, care face ca desemnarea ca țap ispășitor a unui singur individ, a unui singur grup sau a unei singure instituții să nu fie posibilă decît prin ignorarea migălos-compusei bigger picture pe care ne-o pune la dispoziție filmul. În nici un caz metafizică, dar nici antireligioasă, această bigger picture ne înfățișează precaritatea tuturor șandramalelor - mănăstire, spital, orfelinat, poliție, filantropie de tip "mama Elena" - încropite (și) întru ajutorarea nevoiașilor, într-un colț de Românie unde șansele reale de incluziune socială, de răzbire spre orizonturi mai largi, ale cuiva ca Alina sau ca Voichița, tind spre zero”. 

## Premii

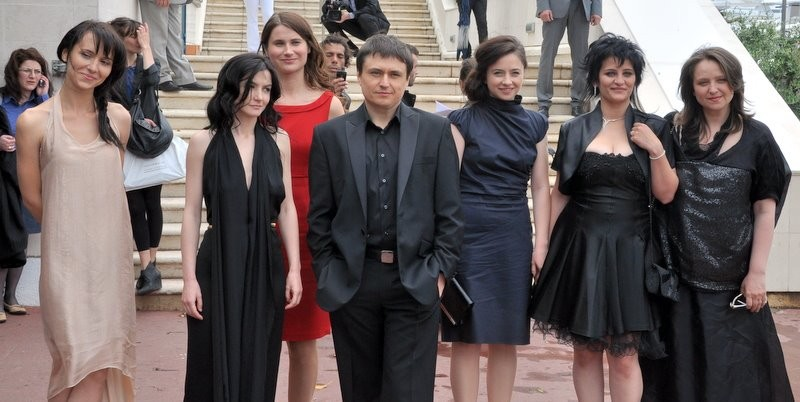
La Festivalul de Film de la Cannes 2012

- Marele Premiu al secțiunii Filmmakers of Tomorrow - FEDEORA, Festivalului de la Haifa, 2012[10]
- „Premiul de argint” la categoria „Arta ca fenomen” în cadrul festivalului „LISTAPAD-2012”.
- Premiul publicului în secțiunea Balcan Survey a Festivalului Internațional de Film de la Salonic.
- Premiul Astor de Oro al celei de-a 27-a ediții a Festivalului Internațional de Film de la Mar del Plata, Argentina.[11]
- Premiul Special al Juriului la cea de-a 50-a ediție a Festivalului Internațional de Film de la Gijon, Spania.[11]
- Marele Premiu al Best Film Fest, a fost desemnat cel mai bun film românesc al anului 2012.[12]